# 川田家住宅 (愛知県)
川田家住宅（かわたけじゅうたく）は、愛知県丹羽郡扶桑町にある国登録有形文化財の建築物。犬山市羽黒地区にあった商家を移築し農家に転用した点などを評価されている。

## 概要
1917年（大正6年）に丹羽郡羽黒村（現犬山市羽黒地区）から移築された建物。
川田家は江戸時代よりダイコンなどの畑作を営んでいたが、二代目の川田源助が種屋を起こした。三代目の伊兵衛がさらに貸金や保険などの金融業も並行して営み財をなし、この建物を購入し移築した。2013年（平成25年）五代目亡き後空き家となったが、保存活用を決め登録有形文化財への登録手続きを開始した。現在も高齢者サロンを毎月主催する他レンタルスペースなどに活用されている。

## 建物
主屋は木造二階建て、平入り入母屋造り桟瓦葺き。間取りは二列六間型、三方面に縁側を廻らす。2階は西一列を和室、他を板の間（蚕室）としている。
移築元の商家の構造を生かして農家住宅にうまく転用した点が評価されている。北面に潜り戸付大戸や縦格子があることから、羽黒にあった当時こちらがオモテだったことがわかる。移築の際にオモテ（玄関）とウラ（勝手）を入れ替え、間取りを大きく変更することなく農家住宅に再生した。移築時に農家住宅に合わせた機能が随所にみられる。大事なドマ、ブツマの位置は変わらず、商家でオモテだったミセやザシキが反転されてネマやナンドに変わり、逆に格式の高いザシキやイマが南側の明るい部屋となって農家住宅にマッチしている。東の妻側には濡れ縁が設置されており、ベンガラ塗の壁面が外観に映えている。かつて養蚕に使用された2階の板の間に上がると、天井板の取り外された小屋裏にダイナミックな小屋組みを眼前に見ることができる。
この地域は明治末期から養蚕で栄えたことで有名である。川田家においても2階に養蚕専用室があり、その天井板の空気抜きなど随所にお蚕様のための設えが残り、養蚕道具を常時展示している。

## ギャラリー

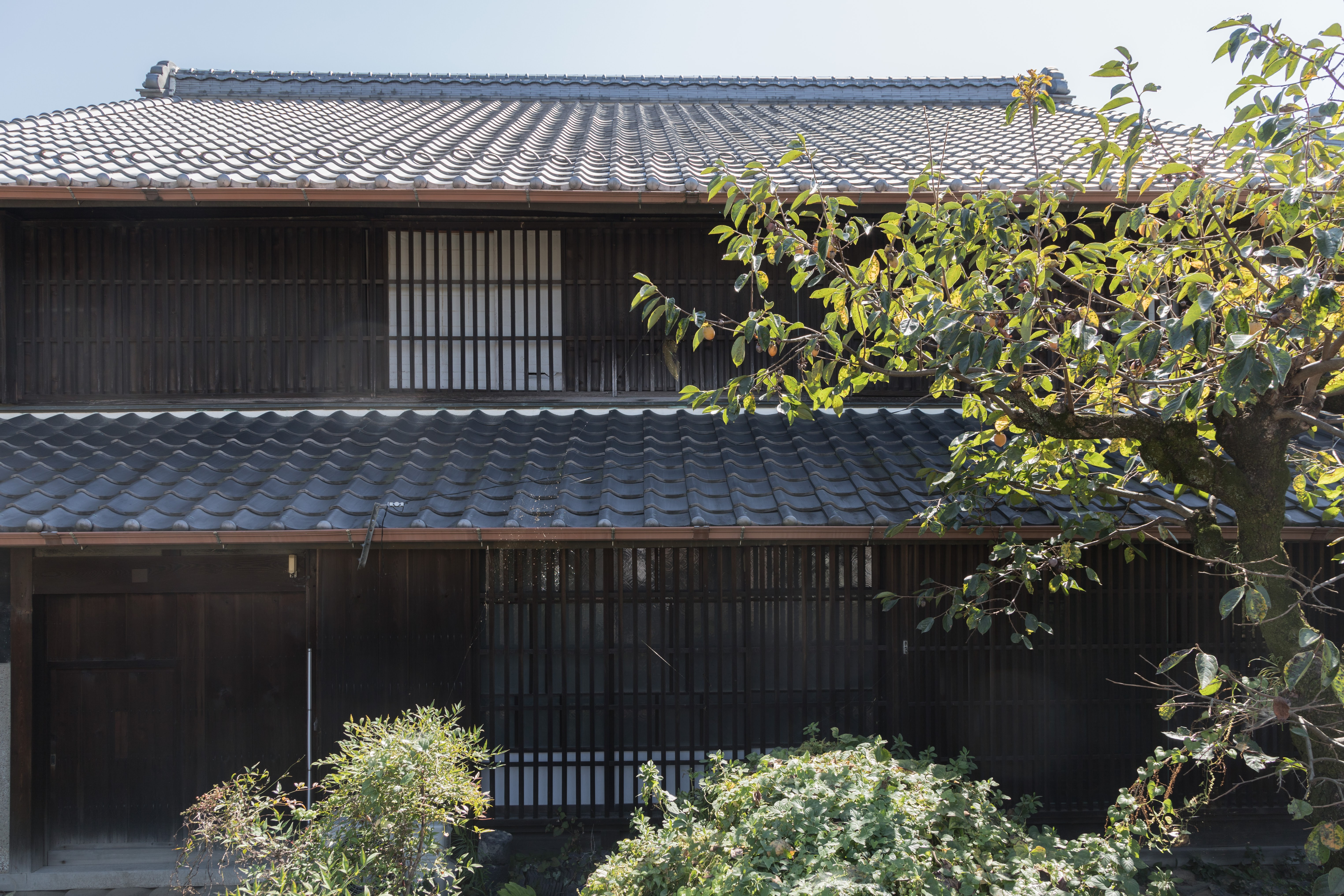
北面の縦格子と大戸
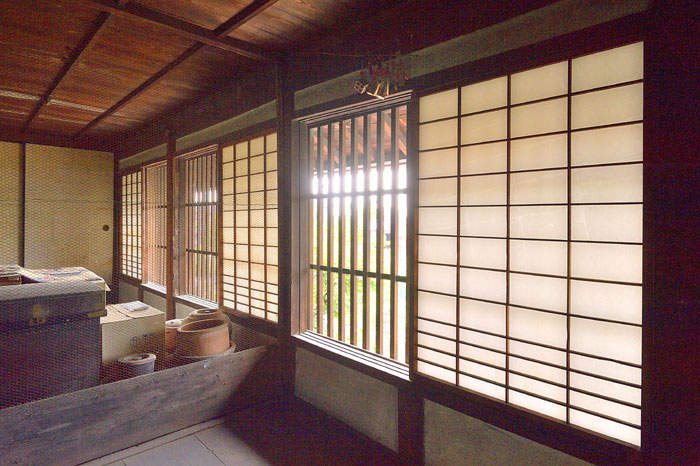
2階板の間　北面窓の縦格子
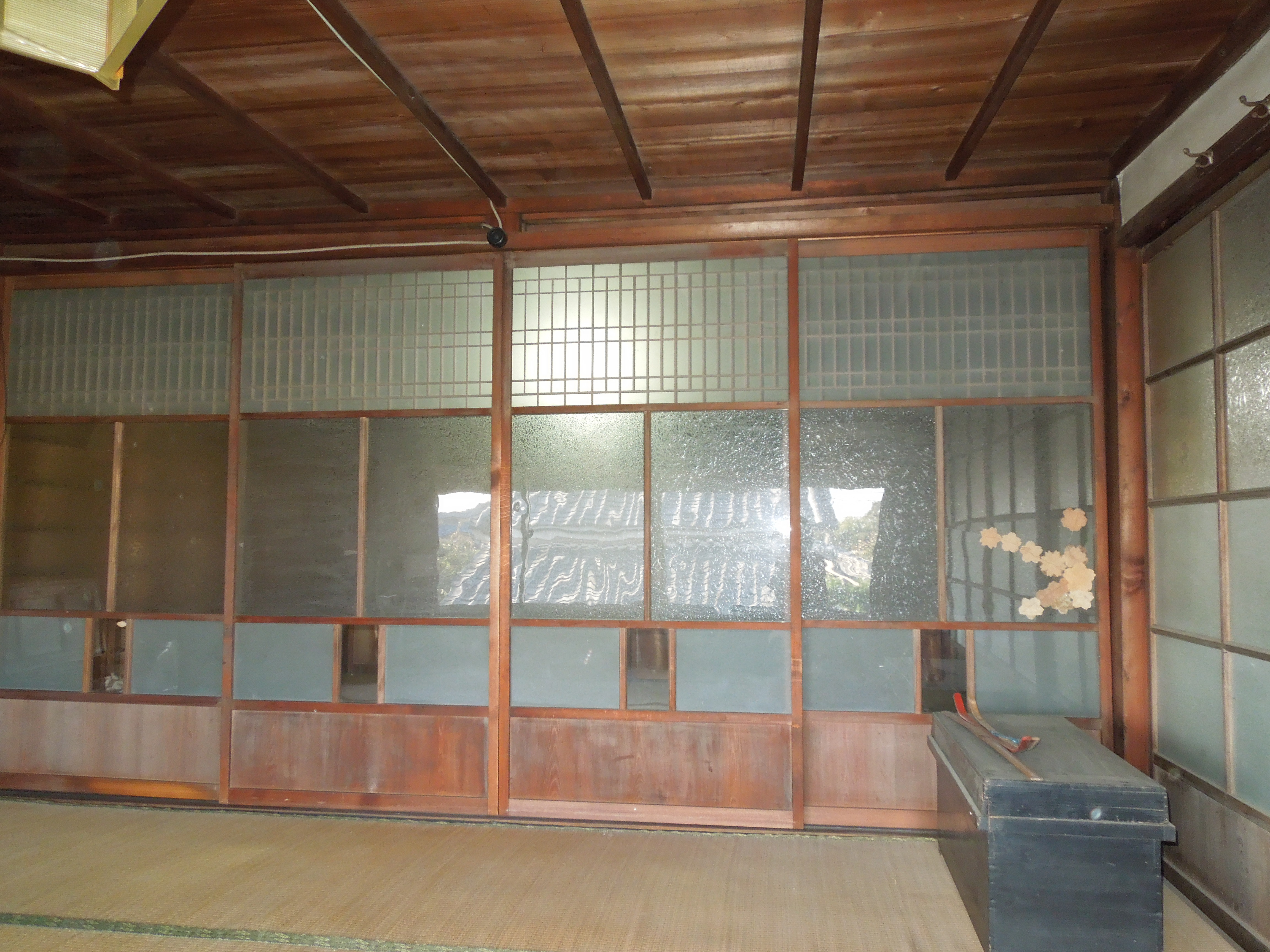
結霜ガラス建具で囲まれた2階和室

## 歴史
川田家はこの地で代々畑作を営む農家であったが、二代目の源助が大根種の小売り業を始めた。三代目の伊兵衛がさらに貸金や保険などの金融業も並行して営み財を成し、1917年（大正6年）に近郊の町家を購入してこの地に移築した。移築前の町家は、現犬山市羽黒地区の稲置街道沿いに建ち、造り酒屋を営む商家だったと推定されている。稲置街道沿いに今も2～3棟残る町家と川田家住宅は、きわめてよく似た造りをしている。
明治から大正期の羽黒地区の繁栄ぶりを示すものとしては1919年（大正8年）に出された「羽黒市場案内図」がある。この図には稲置街道沿いに羽黒村役場を始めとして様々な業種の店舗が並ぶ。また養蚕業が盛んであったことも反映し桑問屋や桑具商の店もある。さらに加茂銀行と小牧銀行の2つの金融機関の支店があることから、この時代の羽黒村が周辺の村々を含む経済の中核的役割を担っていたことがうかがわれる。

## 保存活用

### 1 高齢者サロンの主催
2015年（平成27年）に有志で「扶桑の福祉を考える会あんばよう」を立ち上げ、翌年から月1回の高齢者サロンを開催。地域の高齢者が集まり、和室で唱歌を合唱したり、昔の道具を使った体験で思い出語りに花を咲かせたり、といった活動を継続している。

### 2 民俗資料の企画展
地元扶桑町に歴史民俗資料館がないため、小さな民間資料室の役割を模索。川田家住宅を利用した扶桑町の民俗資料に関する企画展示イベントを2022年（令和4年）より年1回開催している。
2022年は扶桑町で戦前までピークだった養蚕をテーマに「お蚕さま展」を開催。養蚕道具やパネルを展示し、実際の経験者が生の解説を行った。住宅の2階は1955年（昭和30年）頃まで実際に蚕を育てたスペースとなっており、生活と養蚕が一体となっていた当時の様子がうかがえる。1906年（明治39年）に誕生した扶桑村は「桑に扶養される」の意味で命名されたほどで、繭の生産量がピークを迎えたのは1930年（昭和5年）で、全世帯の8割が養蚕農家だったという。
2023年は「モノが語る扶桑の小学校展」と題して町内4小学校の歴史を物語る物品を展示。扶桑町立高雄小学校のコーナーでは1957年（昭和32年）に名鉄電車から廃車を譲り受け、駅から運動場まで人力で運び電車図書室とした記録写真を展示。当時を知る関係者が見学に訪れ思い出話に花を咲かせる場面もみられた。

### 3 レンタルスペース
2018年（平成30年）登録が認められて以降は毎年、あいちのたてもの博覧会で建物公開事業に取り組むほか、趣味活動への貸室、レンタルスペースとしての活用を図っている。2022年（令和4年）からはSNSでの情報発信に力を入れ、子育て世代のご利用も増加した。子どもとの記念撮影の会場として、子育てママ向け教室の定期利用などに活用されている。